# Samsung Galaxy Note 8.0
De Samsung Galaxy Note 8.0 (N5100) is een tablet van het Zuid-Koreaanse bedrijf Samsung. De 8 in de naam verwijst naar de schermdiagonaal die 8 inch (20,3 cm) bedraagt. De tablet is de grotere variant van de Note II, die een 14 cm (5,5 inch) schermdiameter heeft. De tablet werd aangekondigd op 23 februari 2013 en komt uit in een zwarte en witte/zilveren uitvoering.

## Software
De tablet maakt gebruik van het besturingssysteem Android 4.1.2, deze versie wordt ook wel Jelly Bean genoemd. Net zoals vele andere Android-fabrikanten brengt Samsung over de tablet een eigen grafische schil aan, namelijk TouchWiz UI. De Note 8.0 heeft de mogelijkheid om meerdere applicaties tegelijkertijd te laten draaien. Enkele meegeleverde applicaties zijn Adobe Photoshop Touch, Awesome Note, S-Note en een applicatie die de tv kan bedienen en tv-gidsen kan raadplegen,.

## Hardware
Het 8 inch-tft-scherm heeft een WXGA-resolutie (1280 x 800 pixels), wat uitkomt op 189 pixels per inch.
De tablet draait op een Samsung Exynos 4412-processor die gebaseerd is op een ARM Cortex-A9. De chipset bestaat uit vier kernen, wat ook wel "quad core" genoemd wordt. De processor is geklokt op 1,6 GHz. Het werkgeheugen bedraagt 2 GB RAM en het opslaggeheugen is er in een 16GB- en 32GB-versie, die allebei tot 64 GB uitgebreid kunnen worden via een microSD-kaartje.
De tablet heeft een li-ionbatterij met een capaciteit van 4600 mAh. De tablet beschikt over twee camera's: een aan de achterkant van 5 megapixel en een aan de voorkant van 1,3 megapixel om te kunnen videobellen. Tevens beschikt de tablet over een flitser. De SAR-waarde voor het hoofd bedraagt 0,74 W/kg en voor het lichaam 0,76 W/kg.

## S-Pen
Een van de belangrijkste kenmerken van de Note 8.0 is de bijbehorende 'S-Pen', waarmee dingen op het scherm geselecteerd kunnen worden, een deel van de pagina kan worden geknipt en gekopieerd, en vervolgens kan deze selectie geplakt en bewerkt worden via een speciaal bijgeleverde bewerkingsprogramma. De stylus is in de Note 8.0 verbeterd. De nieuwe stylus is gevoeliger en heeft extra functionaliteiten. Zo kan de pen net boven het scherm gehouden worden om een voorvertoning van een video of afspraak te krijgen zonder dat er echt iets geopend hoeft te worden. Ook zijn er nieuwe bewegingen waardoor het bewerken van content eenvoudiger moet worden. Tot slot kan de S Pen voor het eerst ook gebruikmaken van de aanraakgevoelige knoppen die op de behuizing zitten, zoals 'terug' en 'menu'.